# Паласиос, Джонни
Джо́нни Пала́сиос (англ. и исп. Johnny Eulogio Palacios Cacho; 20 декабря 1987, Ла-Сейба) — гондурасский футболист, защитник и капитан клуба «Олимпия». Выступал за сборную Гондураса.

## Карьера

### Клубная
Джонни — один из представителей футбольной семьи Паласиосов, включающей в себя также Уилсона, Джерри и Милтона.
С 2006 года Джонни выступает в «Олимпии» из Тегусигальпы, несколько раз в составе этого клуба он становился чемпионом Гондураса. В конце 2009 года ходили слухи о возможном переходе игрока в «Уиган Атлетик», но сделка не состоялась.

### Международная
В сборной Паласиос дебютировал в 2009 году. Игра защитника в матчах отборочного турнира к чемпионату мира 2010 произвела хорошее впечатление на наставника гондурасцев Рейнальдо Руэду и тот включил Джонни в заявку на финальный турнир, в которую помимо него попали его братья Уилсон и Джерри. Это первый случай игры на чемпионатах мира сразу 3-х братьев одновременно.